# NGC 1125
NGC 1125 este o infrared source⁠(d) situată în constelația Eridanul. A fost descoperită în 6 octombrie 1785 de către William Herschel.